# Administrative Zone 1 (zon i Etiopien, Afar)
Administrative Zone 1 är en zon i Etiopien.   Den ligger i regionen Afar, i den nordöstra delen av landet, 400 km nordost om huvudstaden Addis Abeba.